# Shay Haley

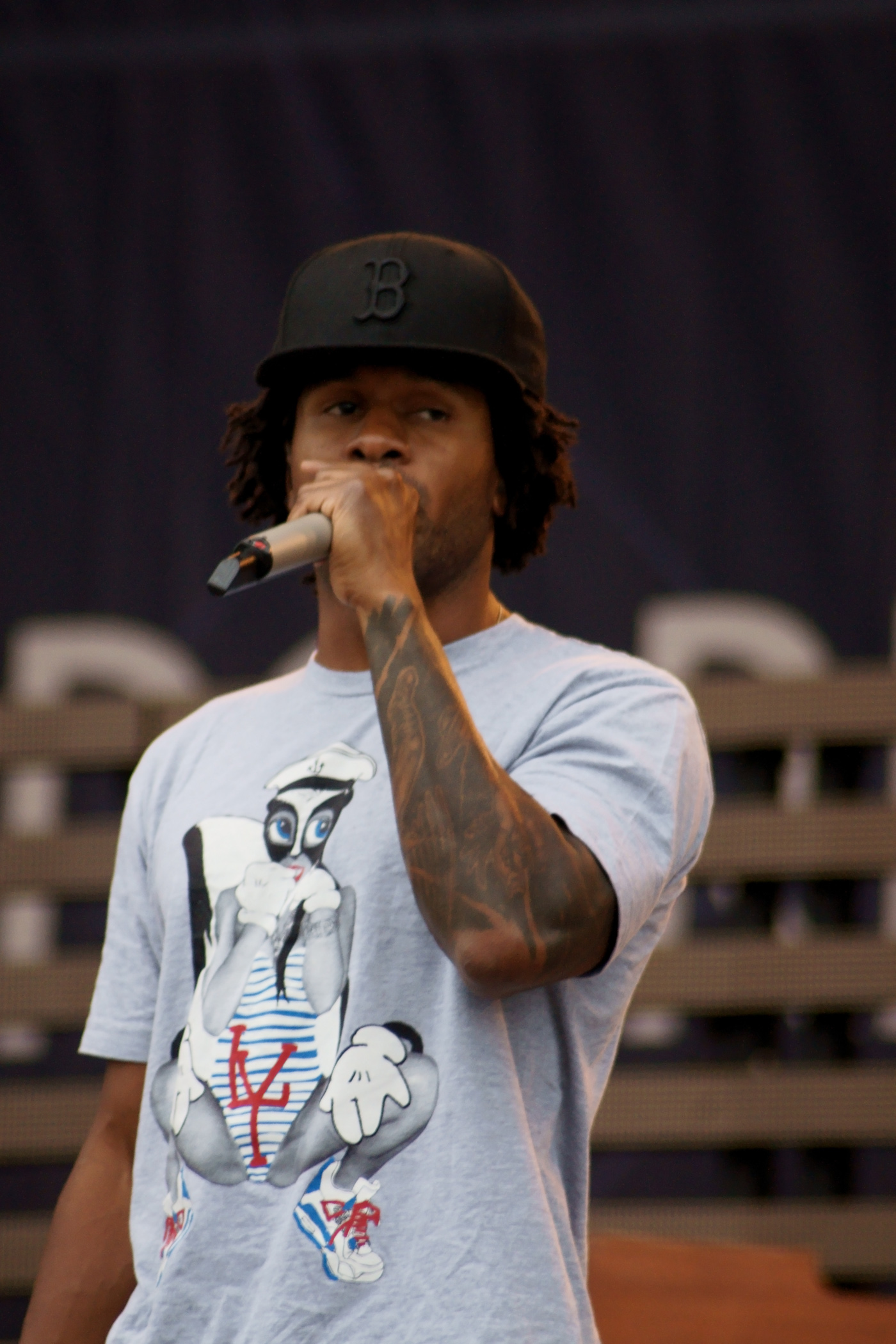
Shay Haley in 2010

Sheldon Haley (Portsmouth, 18 december 1972), ook wel bekend als Shay of Shae, is een Amerikaans musicus. Hij is lid van de hiphop/rockband N*E*R*D. Vergeleken met de andere bandleden blijft Haley erg op de achtergrond. Hij verzorgt soms de achtergrondzang maar tijdens live-optredens is hij het grootste deel van de tijd niet actief.